# Alfred Ernout
Alfred Ernout (Lille, 30 de octubre de 1879 - París, 16 de junio de 1973) fue un filólogo clásico francés, especializado en la lengua latina. 

## Biografía
Ernout comenzó sus estudios de Filología Clásica en Lille y en 1901 obtuvo el primer puesto en la Agrégation de Grammaire (oposición para profesores de latín). En 1908 defendió su tesis doctoral sobre los elementos dialécticos y la voz pasiva en el latín de la época republicana. Tras enseñar en el liceo de Troyes en 1908 y en la Universidad de Lille en 1913, se incorporó al departamento de latín de la Sorbona en 1924, junto a Jules Marouzeau. En 1946 ya era profesor en el Collège de France.
Colaboró con Antoine Meillet en un diccionario etimológico del latín, y con François Thomas en una gramática latina que había tenido cinco ediciones en 1975.